# 栗城匠
栗城　匠（くりき しょう、1995年（平成7年）5月26日 - ）は、東京都出身の競艇選手。登録番号4928。身長166cm。血液型A型。118期。東京支部所属。同期に、宮之原輝紀、新開航、板橋侑我、関野文らがいる。

## 来歴
- 2016年5月、多摩川競艇場での東京中日スポーツ賞でデビュー（6着）。
- 2016年6月、平和島競艇場でのミニボートピア黒石開設7周年記念で水神祭（4号艇6コース、決まり手はまくり）[1]。
- 2018年4月、宮島競艇場での第9回ジャパンネット銀行賞で初優出（6号艇6コース、5着）
- 2020年4月、平和島競艇場でのBTS黒石開設11周年記念・ウェーブ21杯で初優勝（3号艇3コース、決まり手は抜き）[1]。
- 2021年2月、多摩川競艇場での第66回関東地区選手権でG1初出場。最終日にG1初勝利を飾る（4号艇4コース、決まり手はまくり）。
- 2021年5月、平和島競艇場でのG1トーキョー・ベイ・カップでG1初優出、初優勝を飾る[2][1]。

## 人物・エピソード
- 「お金持ちにもなれ、体型も合っている」と母親に薦められ、ボートレーサーを目指した[3]。しかし中学3年時に1回、高校2年からは合格するまでやまと学校の試験に7回失敗し、8回目にしてようやく合格を果たした[3][4]。
- 養成所時代のやまとリーグでは、勝率6.65。
- 特定の師匠はいない。
- 2021年関東地区トップルーキーに選出される[5]。